# احمرار الأسنان
احمرار الأسنان (بالإنجليزية: Erythrodontia)‏ هو تغير لون الأسنان إلى اللون الأحمر. تمت ملاحظة هذه الحالة لدى المصابين بمرض البرفيرية الخلقية المكونة للكريات الحمراء [الإنجليزية].

## الأعراض والعلامات
- تغير لون الأسنان إلى لون أحمر-بني.
- تلون البول بلون أحمر إلى وردي.